# Eucosma albarracina
Eucosma albarracina is een vlinder uit de familie bladrollers (Tortricidae). De wetenschappelijke naam is voor het eerst geldig gepubliceerd in 1941 door Hartig.
De soort komt voor in Europa.